# The Radio Tisdas Sessions
Albums de Tinariwen
Amassakoul
(2004)
The Radio Tisdas Sessions (en touareg : « ⵔⵘⵓ ⵜⵙⴷⵙ ») est le premier album de Tinariwen, un groupe de blues touareg. Une première édition est sortie en 2002 sur le label World Village d'Harmonia Mundi, suivi d'une seconde en 2005.

## Historique
L'enregistrement de l'album a eu lieu en janvier 2000, lors d'émissions pour la station de radio communautaire touareg dite « radio Tisdas » de Kidal au Mali et le mixage en Angleterre. L'album a été produit par le britannique Justin Adams, qui influença le son, et le groupe français Lo'jo. Sa publication permet au groupe de se faire connaître sur certaines scènes européennes, notamment française, avant leur réelle reconnaissance internationale avec leur album suivant Amassakoul paru deux ans plus tard. Le succès de ce dernier permettra la réédition en 2005 de ce premier album.

## Titres de l'album
| 1.    | Le Chant des fauves                          | 7:30 |
| 2.    | Nar Djenetbouba                              | 4:44 |
| 3.    | Imidiwaren                                   | 6:24 |
| 4.    | Zin Es Gourmeden                             | 5:19 |
| 5.    | Afours Afours                                | 5:24 |
| 6.    | Tessalit                                     | 3:56 |
| 7.    | Khedou Khedou                                | 6:10 |
| 8.    | Mataraden Anexan                             | 5:45 |
| 9.    | Bismillah                                    | 4:20 |
| 10.   | Tin-Essako (live lors du Festival au désert) | 3:11 |
| 47:00 |                                              |      |

## Musiciens ayant participé à l'album
- Ibrahim ag Alhabib : guitare acoustique, chant
- Kedhou ag Ossad : guitare acoustique, chant
- Mohamed ag Itlal « le Japonais » : guitare acoustique, chant
- Abdellah ag Alhousseini : guitare acoustique, basse, chant
- Alhassan ag Touhami : guitare acoustique, percussions, chant
- Foy Foy : guitare électrique, guitare acoustique, chant
- Saïd ag Iyad : percussions
- Nina : chœurs
- Anini : chœurs
- Bogness : chœurs